# Johann Philipp Neumann
Johann Philipp Neumann (27 de desembre de 1774 – 3 d'octubre de 1849) va ser un físic, bibliotecari i poeta austríac.
Nascut a Trebitsch (Moràvia), completà els seus estudis a la Universitat de Viena. El 1803, fou nomenat professor de física al lyceum local. Va ser traslladat a la Universitat de Graz el 1806, on arriba a ser-ne rector el 1811.
El 1815, va ser nomenat professor a l'Institut Politècnic de Viena (actualment la Technische Universität Wien). En aquest centre, el 1816, va fundar una biblioteca que va dirigir fins al 1845.
Neumann fou amic del compositor Franz Schubert. Neumann adaptà la traducció de Georg Forster de Shakuntala com un libretto per una òpera que Schubert començà l'any 1820 però que mai va completar. Neumann, un religiós liberal, estava interessat en la música senzilla capaç d'arribar a "la congregació més ampla possible". Per aquest motiu, va escriure el text de vuit himnes i una traducció de l'oració del Senyor, i encarregà la Deutsche Messe al seu amic Schubert el 1826.
Es va retirar el 1844 i morí a Viena el 1849.